# Maes Titianus
Maës Titianus (fl. II-I secolo a.C.) è stato un antico viaggiatore di cultura ellenistica che si dice abbia viaggiato a lungo seguendo la via della seta partendo dal mondo mediterraneo.

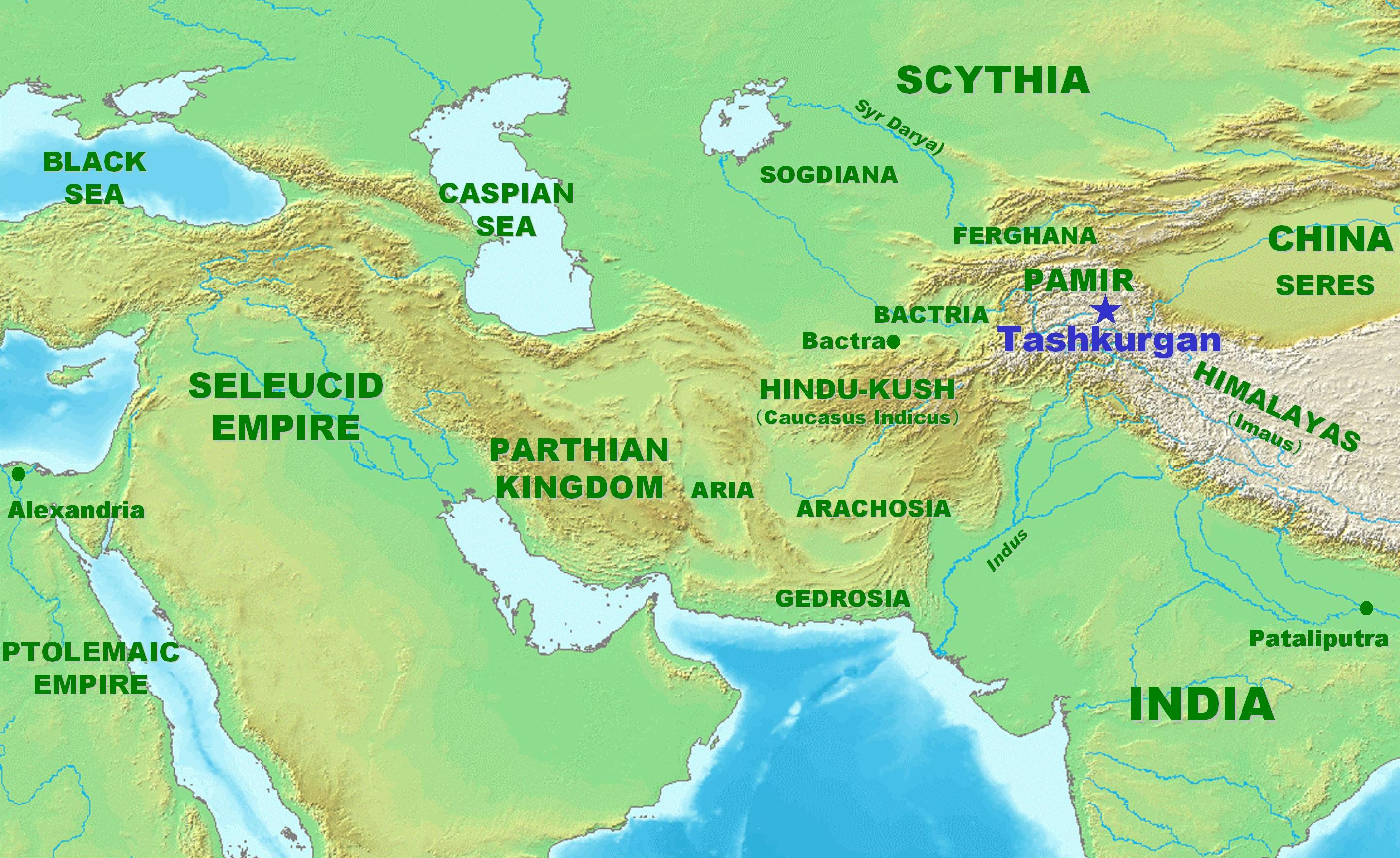
Maes Titianus raggiunse Tashkurgan nel Pamir (in blu)

All'inizio del II secolo o alla fine del I secolo a.C., durante una pausa della guerra tra Romani e Parti, il suo gruppo raggiunse la famosa Torre di Pietra, Tashkurgan, nel Pamir. Non si sa nulla di lui, tranne per una breve citazione nel Geografia di Tolomeo, 1.11.7, la cui conoscenza di Maës deriva da una fonte intermedia, Marino di Tiro:
(Claudio Tolomeo, I-XI)
I Maesii Titianii sono una famiglia citata in Sicilia attorno al 150-210, e Cary considera la possibilità che il governatore della Siria dal 13 a.C., M. Titius, che divenne consul suffectus nel 31 a.C., e attraverso le cui mani i principi Parti andarono a Roma per studiare, abbia in qualche modo agito come sponsor dell'impresa (Cary 1956:132-34).